# 사일런트 스크림
《사일런트 스크림》(영어: Silent House)은 2011년 공개된 미국, 프랑스의 독립 심리 공포 영화이다. 우루과이 영화 《사일런트 하우스》(2010)의 리메이크작이다.
2011년 1월 21일 제27회 선댄스 영화제에서 전 세계 최초로 상영되었으며 오픈 로드 필름스와 유니버설 픽처스에서 배급권을 사들여 2012년 3월 9일 미국에서 개봉하였다.
시네마스코어에서 F를 받았다.

## 줄거리
젊은 여성 세라는 낡은 빅토리아 시대풍 전원 집을 수리해 내다 팔려는 아버지 존과 삼촌 피터를 돕게 된다. 피터는 새 공구를 사러 마을로 떠난다. 소꿉친구라고 주장하는 소피아라는 여자가 찾아오지만 세라는 기억을 하지 못한다.
존이 계단에서 떨어지는 소리가 들려 당황한 세라는 침입자가 나타나자 집에서 빠져나가려고 하지만 모든 문이 잠겨 있는 것을 발견하고 숨는다. 곧 세라는 머리를 다친 채 의식을 잃은 존을 발견하고 오열한다. 세라는 지하 저장고의 외부 연결 통로로 빠져나가려고 하는데 세간살이 등 무단 거주자가 살았던 것 같은 흔적이 있다.
밖으로 나간 세라는 차를 타고 돌아온 피터와 만나고, 길 위에서 어린 소녀를 보지만 곧 소녀는 사라져 버린다. 세라와 피터는 존의 시체가 사라져 있는 것을 확인한다. 전기가 나가 버리자 이들은 유일한 광원인 즉석 사진기 플래시를 터뜨리는데 플래시 속에서 세라의 눈에 방 안에 있는 어린 소녀와 한 남자가 보인다.
불이 다시 들어오지만 이번엔 피터가 사라져 있다. 세라는 두 남자가 한 소녀를 테이블 위에 올려놓고 즉석 사진기로 소아성애적인 사진을 찍는 것을 목격한다. 세라는 피터의 총으로 남자 중 하나를 쏘아 보지만 맞추지는 못하고 침대 밑에 숨는다. 세라는 편집증 등 정신증을 보이며 갑자기 피가 번지는 침대보, 여자아이가 욕조에서 빈 맥주병을 갖고 노는 모습 등 어린 시절의 경험을 환각으로 보게 된다.
겁에 질린 세라는 도망치던 중 다시 소피아와 마주치고, 소피아는 세라의 손에 열쇠를 쥐어준다. 의식을 되찾은 존은 거실 의자에 묶인 채 몸이 비닐에 덮여 있다. 세라가 소피아가 준 열쇠로 상자를 열자 어린 시절 세라가 존에게 성적으로 학대당했던 흔적인 즉석 필름 사진들이 들어 있다. 그리고 침입자는 피터를 거실로 끌고 오는데 그 사내는 곧 세라로 변한다.
세라가 지금껏 겪은 일과 환각은 억압된 기억의 트라우마에서 비롯된 것으로, 집에서 기억이 재부상하면서 해리성 정체성 장애 때문에 기억과 무의식과 현재 행동을 구분하지 못하는 상태에서 “침입자”로서 존과 피터를 공격해 복수를 하는 한편 그에 대한 피해자로서 집에서 도망치려고 했던 것이다. 소피아 역시 세라가 만든 상상의 산물이었다.
세라는 존의 회유에 넘어가 그를 풀어주고 만다. 존이 허리띠로 세라를 때리자 피터가 존을 말리고, 존은 이런 피터를 비웃으며 발로 차기 시작한다. 이 때를 틈타 세라는 큰 망치를 집어 들고 존의 머리를 내려쳐 죽인다. 피터는 존이 세라를 성폭행하지 못하게 말리지 않았던 것을 자책하며 자비를 구하고, 세라는 피터를 두고 집을 빠져 나간다.

## 출연진
- 엘리자베스 올슨 - 세라 역
- 애덤 트레이시 - 존 역
- 에릭 셰퍼 스티븐스 - 피터 역
- 줄리아 테일러 로스 - 소피아 역
- 애덤 바넷 - 스토킹하는 남자 역
- 헤일리 머피 - 소녀 역

## 기타 제작진
- 총괄 제작: 리넷 하월, 조지 패즈웰
- 미술: 로셸 벌리너, 멀리사 B. 밀러, 로버트 코블먼
- 의상: 린 팰커너
- 분장: 샤론 일슨
- 헤어: 페이비언 가르시아

## 반응
심리학자 샤론 패커는 이 영화를 《엑스텐션》(2003), 《안나와 알렉스: 두 자매 이야기》(2009)와 함께 해리성 정체성 장애를 묘사한 현대 영화의 예시로 들었다.

## 같이 보기
- 롱 테이크